# Giro della Provincia di Reggio Calabria 1979
Il Giro della Provincia di Reggio Calabria 1979, quarantesima edizione della corsa, si svolse il 25 marzo 1979 su un percorso di 245,8 km, con partenza e arrivo a Reggio Calabria. La vittoria fu appannaggio dell'italiano Giovanni Battaglin, che completò il percorso in 6h48'00", alla media di 36,147 km/h, precedendo lo svedese Bernt Johansson e il connazionale Wladimiro Panizza.

## Ordine d'arrivo (Top 10)
| Pos. | Corridore          | Squadra             | Tempo    |
| ---- | ------------------ | ------------------- | -------- |
| 1    | Giovanni Battaglin | Inoxpran            | 6h48'00" |
| 2    | Bernt Johansson    | Magniflex-Famcucine | a 0'26"  |
| 3    | Wladimiro Panizza  | Sanson              | s.t.     |
| 4    | Roberto Visentini  | CBM Fast            | s.t.     |
| 5    | Josef Fuchs        | Scic                | a 0'39"  |
| 6    | Carmelo Barone     | Gis                 | s.t.     |
| 7    | Glauco Santoni     | Bianchi-Faema       | a 0'42"  |
| 8    | Alfio Vandi        | Magniflex-Famcucine | s.t.     |
| 9    | Marino Amadori     | Sapa                | s.t.     |
| 10   | Mario Beccia       | Mecap-Hoonved       | s.t.     |